# Stazione di Bibiana
La stazione di Bibiana è una fermata ferroviaria posta sulla linea Pinerolo-Torre Pellice che fino al 2012, anno di soppressione del traffico sulla linea, serviva il centro abitato di Bibiana.

## Storia
Inaugurata il 21 dicembre 1882 a cura della Società per le Ferrovie dell'Alta Italia (SFAI) assieme all'intera linea, la fermata seguì le vicissitudini di quest'ultima venendo affidata, in base alla legge "Baccarini" del 27 aprile 1885, alla Società per le Strade Ferrate del Mediterraneo, con servizi eserciti dalla Rete Mediterranea; la stessa passò dunque nel 1905 alle neocostituite Ferrovie dello Stato.
Frattanto la trazione a vapore venne sostituita nel 1921, insieme con l'alimentazione elettrica in corrente alternata trifase a 3.600 Volt e il binario di fermata rimase elettrificato con tale sistema fino al 28 maggio 1961 quando la ferrovia fu convertita, assieme alle altre linee afferenti al nodo di Torino, nel sistema in corrente continua a 3.000 Volt.
Nel 2001 l'impianto passò sotto l'esercizio della neocostituita Rete Ferroviaria Italiana.
Cessato da tempo il traffico merci, con il cambio orario del 17 giugno 2012 venne soppresso il trasporto passeggeri sulla tratta Pinerolo-Torre Pellice.